# Ministère de la Défense du Reich
Le ministère de la Défense du Reich (ministère de la Reichswehr ; en allemand : Reichswehrministerium) était un ministère de la république de Weimar et du début du Troisième Reich, créé en 1919 et chargé de la politique militaire. Il s'est appelé ministère de la Guerre du Reich (« Reichskriegsministerium ») du 21 mai 1935 jusqu'à sa disparition le 4 février 1938, date à laquelle il a été remplacé par l'Oberkommando der Wehrmacht.
Dans son testament politique, Adolf Hitler recrée le ministère de la Guerre et y nomme Karl Dönitz, qui en prend la tête après le suicide de Hitler le 30 avril 1945. Il occupe alors ce poste jusqu'au 23 mai 1945, date de son arrestation et de la fin du gouvernement de Flensbourg.

## Loi du 21 mai 1935 (Wehrgesetz)
À partir du 21 mai 1935, avec la transformation du ministère de la Défense du Reich en ministère de la Guerre du Reich et le remplacement de la Reichswehr par la Wehrmacht, le titulaire du poste assume également le commandement en chef de la Wehrmacht (Oberbefehlshaber der Wehrmacht). Ce rôle est toutefois subordonné à l'autorité du Führer et chancelier du Reich, Adolf Hitler, qui exerce, de par ses fonctions, le commandement suprême de la Wehrmacht (Oberster Befehlshaber der Wehrmacht).
Jusqu’à ce qu’Hitler supprime le ministère en 1938, le ministre de la Guerre — alors Werner von Blomberg — cumule les fonctions administratives et le commandement opérationnel des forces armées. Après la révocation de Blomberg lors de l'affaire Blomberg–Fritsch le 27 janvier 1938, le ministère est supprimé le 4 février 1938, et Hitler s'attribue personnellement le commandement en chef de la Wehrmacht, rôle jusqu’alors exercé par le ministre de la Guerre. L'Oberkommando der Wehrmacht (OKW) est créé comme nouvel organe de coordination militaire, sous la direction de Wilhelm Keitel, qui est totalement subordonné à Hitler, désormais détenteur du contrôle direct et absolu de l'ensemble de l'appareil militaire du Reich.

## Après la mort de Hitler
Le 30 avril 1945, Adolf Hitler se suicide dans son bunker. Dans son testament politique, il désigne le grand-amiral Karl Dönitz comme président du Reich, ministre de la Guerre  et commandant en chef de la Wehrmacht,,,. Le poste est ainsi rétabli et Dönitz l’occupe jusqu’à son arrestation par les Alliés, le 23 mai 1945, date qui marque la fin du dernier gouvernement du Reich allemand, connu sous le nom de gouvernement de Flensbourg,.

## Histoire
Le ministère chapeaute l'ensemble de l‘Armée (la Reichswehr, renommée Wehrmacht à compter de 1935) qui comprend :
- l'Armée de terre : la Heer ;
- la Marine : la Reichsmarine, rebaptisée Kriegsmarine à compter de 1935.

En 1935, en violation du traité de Versailles, le ministère de l'Aviation du Reich, attribué à Hermann Göring, crée une armée de l'air, la Luftwaffe ; celle-ci est alors intégrée à la Wehrmacht.

## Ministres
| Nom                                                                               | Début           | Fin             | Parti       | Cabinet                                                                                                |
| --------------------------------------------------------------------------------- | --------------- | --------------- | ----------- | --- |
| Gustav Noske                                                                      | 13 février 1919 | 22 mars 1920    | SPD         | Scheidemann, Bauer                                                                                     |
| Otto Geßler                                                                       | 27 mars 1920    | 19 janvier 1928 | DDP         | Müller I, Fehrenbach, Wirth I & II, Cuno, Stresemann I & II, Marx I & II, Luther I & II, Marx III & IV |
| Wilhelm Groener                                                                   | 28 janvier 1928 | 30 mai 1932     | Indépendant | Marx IV, Müller II, Brüning I et II                                                                    |
| Kurt von Schleicher                                                               | 1er juin 1932   | 28 janvier 1933 | Indépendant | Papen, Schleicher                                                                                      |
| Werner von Blomberg                                                               | 30 janvier 1933 | 27 janvier 1938 | Indépendant | Hitler                                                                                                 |
| Wilhelm Keitel (de facto, en tant que chef de l'Oberkommando der Wehrmacht - OKW) | 4 février 1938  | 8 mai 1945      | Indépendant | Hitler, Goebbels, Schwerin von Krosigk                                                                 |
| Karl Dönitz                                                                       | 30 avril 1945   | 23 mai 1945     | NSDAP       | Goebbels, Schwerin von Krosigk                                                                         |

## Distinctions
- Pour le Mérite, le 3 juin 1918
- Croix de fer, en 1914.